# Monarch (Rebsorte)
Monarch ist eine 1988 neu gezüchtete pilzwiderstandsfähige Rotweinsorte. Er wurde am Staatlichen Weinbauinstitut Freiburg durch Norbert Becker aus den Sorten Solaris und Dornfelder gekreuzt. Amtlich wird er mit der Zuchtstammnummer FR 487-88 r gekennzeichnet. Monarch besitzt Sortenschutz, der Eintrag in die Sortenliste wurde beantragt. In der Schweiz wachsen bereits auf 1,4 Hektar kleinere Bestände (Stand 2007, Quelle: Office fédéral de l'agriculture OFAG). Der Name Monarch soll den „edlen“ Charakter der Rebsorte betonen.
Siehe auch die Artikel Weinbau in Deutschland und Weinbau in der Schweiz sowie die Liste von Rebsorten.

## Eigenschaften der Rebe
Die Blätter sind groß, dreilappig und dunkelgrün. Die Trauben sind leicht längspyramidal. Austrieb, Blüte und Reifungsbeginn erfolgen etwa zeitgleich zum Spätburgunder. Die Frostfestigkeit gilt als gut. Die Sorte beansprucht gute Lagen mit ausreichender Reifedauer und wird früh geerntet.
Die Weine sind kräftig, farbstoffreich und haben kräftige Tannine. Die Sorte kann sehr gut sortenrein ausgebaut werden, eignet sich aber auch zum Verschnitt mit fruchtigen Rotweinen.
Synonyme: Zuchtnummer FR 487-88 r
Abstammung: Solaris x Dornfelder